# Charles-Auguste Böhmer
Charles-Auguste Böhmer (Dresda, 1740 – Stoccarda, 1794) è stato un gioielliere tedesco, ricordato per lo scandalo della collana.

## Biografia

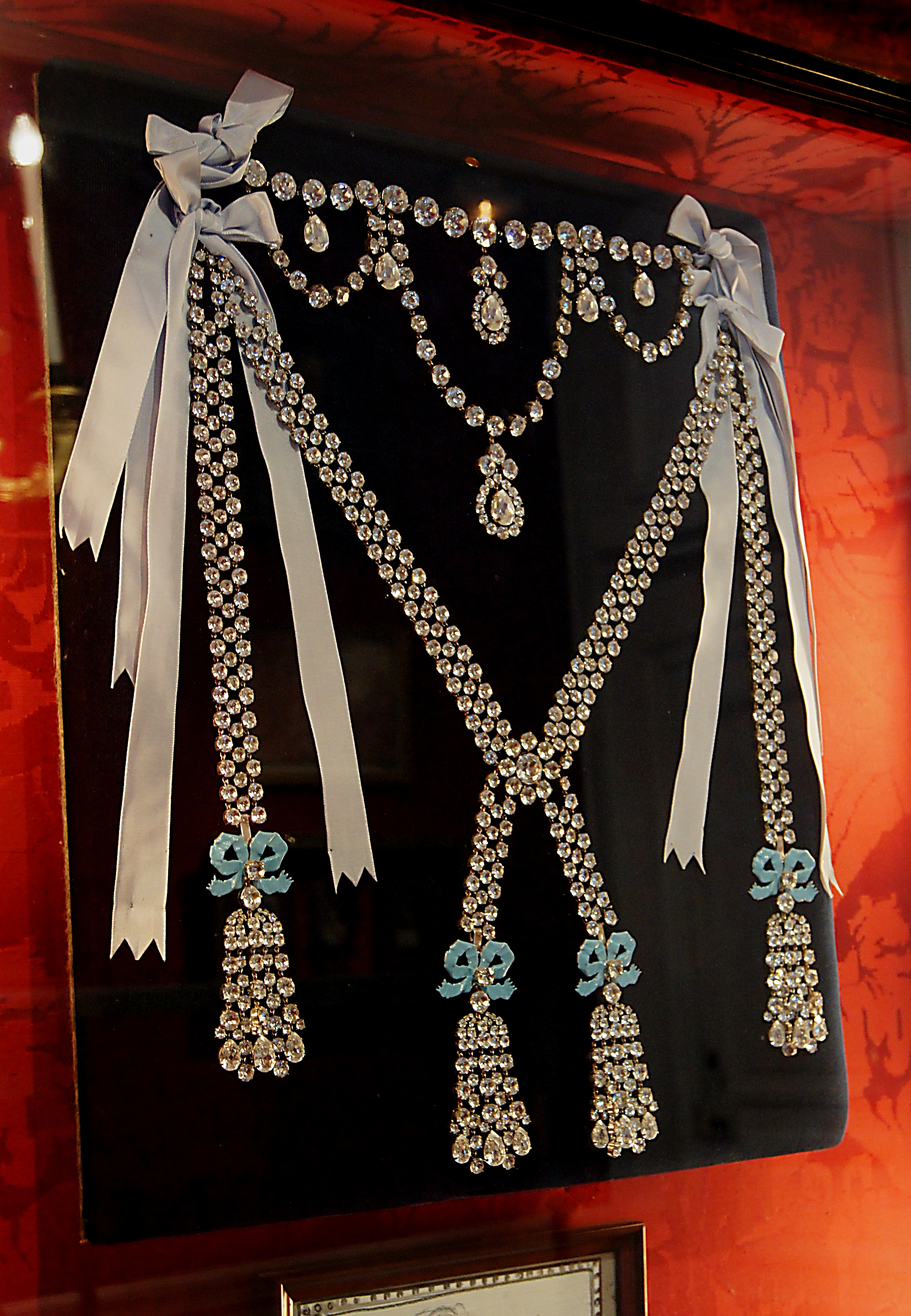
Replica della collana offerta alla regina

Charles-Auguste Böhmer nacque in Sassonia, da una famiglia di gioiellieri di probabili origini boeme. Dopo aver ottenuto la fiducia dell'elettorato di Sassonia, decise di aprire una boutique di lusso in Francia, nella rinomata Place Vendôme, assieme al collega francese Paul Bassenge. Nel 1767, sposò la ballerina Catherine Renaud.
Raggiunse l'apice della sua fama quando ottenne l'incarico, insieme a Bassenge, di raccogliere diamanti di dimensioni e purezza eccezionali con lo scopo di ricavarne una collana del valore di 1 800 000 livres, su commissione del re Luigi XV, che intendeva donarla alla sua amante, la contessa du Barry. Con l'improvvisa morte del re, la collana non poté essere consegnata alla contessa che era stata, nel frattempo, allontanata da corte. Così rimase invenduta a causa del suo costo eccessivo, nonostante fosse rinomata in tutta Europa.
La collana venne offerta ai nuovi sovrani, Luigi XVI e Maria Antonietta, ma ritennero sconveniente acquistarla, per ragioni politiche ed economiche. Rimase successivamente coinvolto nell'affare della collana, dal quale uscì illeso, poiché si era limitato a reclamare il dovuto compenso per il presunto acquisto della collana da parte della regina.

## Nella cultura di massa

### Cinema
- L'intrigo della collana (2001), interpretato da Paul Brooke.